# Jリーグを100倍楽しく見る方法!!
『Jリーグを100倍楽しく見る方法!!』（ジェイリーグを100ばいたのしくみるほうほう）とは1994年6月11日に日本プロサッカーリーグ（Jリーグ）が公認・監修し、TBSの製作で上映されたサッカー映画である。

## 概要
- 1993年に第1回が開催され、それ以後日本に空前のサッカーブームを巻き起こしたJリーグをより多くのファン（サポーター）に楽しんでもらえるようにという趣向の基製作されたもので、江本孟紀著で映画化された『プロ野球を10倍楽しく見る方法』のノウハウを参考として、実写映像とアニメーションを交互に上映する「ホーム・アンド・アウェー上映方式」なる形で製作された。アニメコーナーのキャラクターデザインは『プロ野球を10倍楽しく見る方法』と同じく、ギャグマンガ作家・いしいひさいちが行った。
- 声優に、当時TBS系列でワイドショーを担当していた森本毅郎、同じく当時『スーパーサッカー』メインキャスターだった生島ヒロシ、中山雅史の実父である中山儀助らがゲスト出演している。

## 構成
1. オープニング・祭の始まり（実写）
2. スーパープレイ（実写）
3. カリオカ!!アイシテルヨ!（アニメ、主人公：ラモス瑠偉）
4. スターはつらいよ（アニメ、主人公：福田正博）
5. 激突!肉弾戦 審判は絶対だ（実写）
6. 蜘蛛男・シジマール（アニメ、主人公：シジマール）
7. 大阪の魂（アニメ、主人公：礒貝洋光）
8. ハプニング（実写）
9. 黄金の左足…でも…（アニメ、主人公：ラモン・ディアス）
10. ジェントルマン・リネカー（アニメ、主人公：ゲーリー・リネカー）
11. プレシーズン（実写）
12. 二つの顔を持つ男（アニメ、主人公：加藤久）
13. アジアの壁と呼ばれる男（アニメ、主人公：井原正巳）
14. これがサッカーだ!（実写）
15. 荒野の二人（アニメ、主人公：ジーコ、アルシンド）
16. アタマで勝負（アニメ、主人公：高木琢也）
17. セットプレイ（実写）
18. めざせ、次はフランスだ!（アニメ、主人公：北澤豪）
19. スーパースター ゴン!!（アニメ、主人公：中山雅史）
20. フィールドの魔術師（アニメ、主人公：ピエール・リトバルスキー）
21. ディフェンダー&ゴールキーパー（実写）
22. ゴールの守護神（アニメ、主人公：森敦彦）
23. ゲット・ザ・ウィン!〜エンディング・地域に広がるスポーツの輪（実写）

またVHS版には「延長戦」と銘打った特典映像として城彰二・小倉隆史の好プレー映像が追加された。

## 主題歌
- OP：ウルトラスJ「OLE/OLA/J」
- ED：春畑道哉「Jのテーマ」

## スタッフ
- 監督：磯村一路
- アニメーション監督：芝山努
- 脚本：浦沢義雄、佐々木昭雄
- 構成：岩井田洋光
- 音楽：吉田光
- 音楽協力：ソニー・ミュージックエンタテインメント、日音
- 実写パート撮影：長田勇市、山下弘之
- CG：ディー・アンド・エルリサーチ株式会社
- キャラクターデザイン：いしいひさいち、山田みちしろ
- 作画監督：柳田義明、船越英之、林桂子、今沢恵子、荒牧園美、金子紀昭
- コンテ・演出：木村哲、小林常夫、佐藤竜雄、大地丙太郎、野中和美、鈴木大司、佐山聖子、鈴木卓夫
- 美術監督：野村可南子
- 撮影：白井久男
- 音響監督：本田保則
- アニメーションプロデューサー：草野啓二
- アニメーション製作協力：プロジェクトチーム・サラ
- アニメーション製作：亜細亜堂
- 音響効果：東洋音響
- MA：アオイスタジオ
- 現像：IMAGICA
- 協力：TBSビジョン
- ロケ協力：全日本空輸
- 協賛：日本生命
- 製作者：古谷昭綱
- エグゼクティブプロデューサー：田澤正稔
- 企画：神野智
- プロデュース：濱名一哉、下田淳行、渡辺敦
- 制作協力：Jリーグ映像、Jリーグフォト
- 企画・製作：ツインズ
- 製作：TBS
- 配給：東宝

## キャスト
- ラモス瑠偉：神谷明
- 福田正博：飛田展男
- 礒貝洋光：森川智之
- 加藤久：キートン山田
- ジーコ：郷里大輔
- アルシンド：桜井敏治
- 北澤豪：菊池正美
- 中山雅史：草尾毅
- 少年、子供、サトコ：松井摩味
- リネカー：安西正弘
- 曽我部和恭
- シジマール、子供、店員、案山子、地蔵：西村智博
- 中村大樹
- 中原茂
- 林延年
- 山口健
- 住友優子
- 石井直子
- 牧やよい
- 海老一染之助・染太郎（本人役）
- 森本毅郎
- 中山儀助（本人役）
- 生島ヒロシ
- 山本文郎
- 渡辺正行
- 亀和田武
- 宮崎総子
- 周富徳
- 松下賢次
- 山瀬まみ
- 実況・解説：渡辺真理、金田喜稔
- 天気予報：森田正光
- ナレーション：バッキー木場

## 受賞
ヨコハマ・フットボール映画祭 2012年 特別功労賞